# 高見公明
高見 公明（たかみ ひろあき、1960年8月7日 - ）は、アマチュアボクシング選手・指導者である。

## 人物
大阪体育大学浪商高等学校にて2年連続インターハイ優勝。その後大阪体育大学を経て、公立学校教員（地方公務員）として奈良県立王寺工業高等学校に赴任。教員の傍らアマチュアボクサーとして全日本選手権出場し4度優勝。大学の1年先輩に元東洋太平洋フライ級チャンピオン松村謙二がいる。
王寺工業高校教員時代にロサンゼルスオリンピックにバンタム級で出場。（3回戦敗退）
1991年、奈良県立奈良工業高等学校に赴任。同校でボクシング部を設立。アトランタ・シドニー五輪2大会出場、全日本選手権10連覇4階級制覇の辻本和正、元WBA世界スーパーフライ級チャンピオン名城信男、女子アマチュア6連覇の釘宮智子、元東洋太平洋ライトヘビー級チャンピオン寺地永の次男拳四朗らを輩出した。また、ロンドン五輪金メダリストの村田諒太の初めての指導者でもあり、元WBO女子世界ミニフライ級チャンピオン池原シーサー久美子や、しずちゃんこと山崎静代も指導を受けたことがある。
現在は奈良県立王寺工業高校で保健体育の教員をしつつ、同校ボクシング部の顧問を務める。王寺工業の教え子に元IBF世界バンタム級チャンピオン西田凌佑らがいる。
2016年リオデジャネイロオリンピックボクシング競技監督として帯同。